# Fujikawaguchiko
Fujikawaguchiko (富士河口湖町 Fujikawaguchiko-machi?) es un pueblo en la prefectura de Yamanashi, Japón, localizado en la parte central de la isla de Honshū, en la región de Chūbu. Tenía una población estimada de 25 495 habitantes el 1 de marzo de 2021 y una densidad de población de 161 personas por km².

## Geografía
Fujikawaguchiko está localizado en el sur de la prefectura de Yamanashi, en las estribaciones del monte Fuji, cuatro de los cinco lagos del Fuji están dentro de los límites del pueblo, aunque comparte el lago Kawaguchi con el vecino Minobu. Limita con las ciudades de Ōtsuki, Tsuru, Fujiyoshida, Fuefuki, Kōfu, Fujinomiya, los pueblos de Nishikatsura, Minobu y la villa de Narusawa.

### Clima
La ciudad tiene un clima continental templado (Dfa en la clasificación climática de Köppen). La temperatura media anual en Fujikawaguchiko se encuentra en los 10.3 °C. La precipitación anual promedio es de 1663 mm siendo septiembre el mes más lluvioso.
| Parámetros climáticos promedio de Fujikawaguchiko | Parámetros climáticos promedio de Fujikawaguchiko | Parámetros climáticos promedio de Fujikawaguchiko | Parámetros climáticos promedio de Fujikawaguchiko | Parámetros climáticos promedio de Fujikawaguchiko | Parámetros climáticos promedio de Fujikawaguchiko | Parámetros climáticos promedio de Fujikawaguchiko | Parámetros climáticos promedio de Fujikawaguchiko | Parámetros climáticos promedio de Fujikawaguchiko | Parámetros climáticos promedio de Fujikawaguchiko | Parámetros climáticos promedio de Fujikawaguchiko | Parámetros climáticos promedio de Fujikawaguchiko | Parámetros climáticos promedio de Fujikawaguchiko | Parámetros climáticos promedio de Fujikawaguchiko |
| Mes                                               | Ene.                                              | Feb.                                              | Mar.                                              | Abr.                                              | May.                                              | Jun.                                              | Jul.                                              | Ago.                                              | Sep.                                              | Oct.                                              | Nov.                                              | Dic.                                              | Anual                                             |
| ------------------------------------------------- | ------------------------------------------------- | ------------------------------------------------- | ------------------------------------------------- | ------------------------------------------------- | ------------------------------------------------- | ------------------------------------------------- | ------------------------------------------------- | ------------------------------------------------- | ------------------------------------------------- | ------------------------------------------------- | ------------------------------------------------- | ------------------------------------------------- | ------------------------------------------------- |
| Temp. máx. media (°C)                             | 5.3                                               | 6.1                                               | 9.7                                               | 15.9                                              | 19.9                                              | 22.6                                              | 26.5                                              | 27.6                                              | 23.3                                              | 17.8                                              | 13.3                                              | 8.4                                               | 16.4                                              |
| Temp. media (°C)                                  | -0.6                                              | 0.2                                               | 3.6                                               | 9.3                                               | 13.9                                              | 17.4                                              | 21.3                                              | 22.1                                              | 18.4                                              | 12.4                                              | 7.1                                               | 2.0                                               | 10.6                                              |
| Temp. mín. media (°C)                             | -6.2                                              | -5.2                                              | -1.7                                              | 3.3                                               | 8.5                                               | 13.2                                              | 17.5                                              | 18.0                                              | 14.6                                              | 7.9                                               | 1.7                                               | -3.4                                              | 5.7                                               |
| Precipitación total (mm)                          | 54.6                                              | 57.4                                              | 102.2                                             | 105.0                                             | 123.7                                             | 161.9                                             | 162.7                                             | 249.9                                             | 252.9                                             | 176.9                                             | 78.6                                              | 42.4                                              | 1568.2                                            |
| Nevadas (cm)                                      | 33                                                | 30                                                | 26                                                | 4                                                 | 0                                                 | 0                                                 | 0                                                 | 0                                                 | 0                                                 | 0                                                 | 0                                                 | 8                                                 | 101                                               |
| Horas de sol                                      | 204.0                                             | 181.8                                             | 176.1                                             | 181.9                                             | 170.3                                             | 123.3                                             | 143.2                                             | 164.0                                             | 116.7                                             | 136.6                                             | 161.1                                             | 196.4                                             | 1955.4                                            |
| Humedad relativa (%)                              | 62                                                | 63                                                | 67                                                | 68                                                | 73                                                | 80                                                | 81                                                | 80                                                | 82                                                | 80                                                | 73                                                | 65                                                | 73                                                |
| Fuente:                                           |                                                   |                                                   |                                                   |                                                   |                                                   |                                                   |                                                   |                                                   |                                                   |                                                   |                                                   |                                                   |                                                   |

## Historia
El área alrededor del lago Kawaguchi ha estado habitada desde al menos el período Jōmon. Estaba en la carretera que conectaba la provincia de Kai con la provincia de Suruga, y se menciona en los registros del período Heian, que también documentan una erupción del monte Fuji en el año 864. Durante el período Edo, toda la provincia de Kai era territorio bajo el control directo del shogunato Tokugawa. Durante la reforma catastral de principios del período Meiji el 1 de julio de 1889, el área quedó bajo la jurisdicción del distrito de Minamitsuru en la prefectura de Yamanashi.
El 15 de noviembre de 2003, el pueblo de Kawaguchiko y las villas de Katsuyama y Ashiwada se fusionaron para formar el nuevo Fujikawaguchiko. La sede del infame Aum Shinrikyo estaba ubicada en la villa Kamikuishiki, la mayoría de la cual fue absorbida por Fujikawaguchiko el 1 de marzo de 2006.

## Demografía
Según los datos del censo japonés, la población de Fujikawaguchiko ha aumentado en los últimos 40 años.
| Evolución demográfica de Fujikawaguchiko entre 1940 y 2015       |                                                                  |
| ---------------------------------------------------------------- | ---------------------------------------------------------------- |
| Gráfico no disponible temporalmente debido a problemas técnicos. |                                                                  |
| Oficina de Estadística de Japón                                  |                                                                  |
|                                                                  | Gráfico no disponible temporalmente debido a problemas técnicos. |